# Miss Havisham
Miss Havisham è un personaggio letterario del romanzo Grandi speranze di Charles Dickens. È una ricca signora di mezza età, mentalmente instabile a causa di un trauma subito, che vive nella sua lussuosa dimora in rovina con la figlia adottiva, Estella.
Nonostante spesso sia stata rappresentata nei film tratti dal romanzo come una vecchia, nel romanzo Dickens la descrive come una donna sui cinquantacinque anni circa, pur indicando che l'aver vissuto lontano dalla luce del sole per lungo tempo, l'aveva invecchiata notevolmente. Viene descritta dall'aspetto simile a un incrocio tra una statua di cera e uno scheletro, con gli occhi semoventi.

## Storia
La madre di Miss Havisham morì quando lei era ancora una bambina, e suo padre, un ricco possidente, come risultato si allontanò da lei. Quando morì, le lasciò in eredità gran parte delle sue fortune.
Da adulta si innamorò di un uomo chiamato Compeyson, interessato solo ai suoi soldi. Suo cugino Matthew Pocket la mise in guardia dall'uomo, ma lei era troppo innamorata per stare a sentirlo. Alle nove meno venti del giorno del matrimonio, mentre stava indossando l'abito da sposa, la Havisham ricevette una lettera da Compeyson e capì di essere stata raggirata ed abbandonata sull'altare il giorno delle nozze.
Umiliata e offesa, la Havisham fermò tutti gli orologi di casa al momento esatto in cui aveva scoperto la frode. Da quel giorno in poi rimase chiusa in casa da sola nella sua enorme dimora in decadenza, non togliendosi mai l'abito da sposa, lasciando intatta a marcire sul tavolo la torta nuziale e permettendo solo a una ristretta cerchia di persone di farle visita.
Successivamente Miss Havisham chiese al suo avvocato, il signor Jaggers, di adottare una figlia per lei, la piccola Estella. Mentre Estella era ancora una bimba, Miss Havisham iniziò a cercare ragazzi con i quali la ragazza avrebbe potuto fare pratica nello spezzare i loro cuori: in questa maniera, usando Estella, Miss Havisham avrebbe voluto vendicarsi del torto subito, ferendo i sentimenti degli uomini.

### Morte

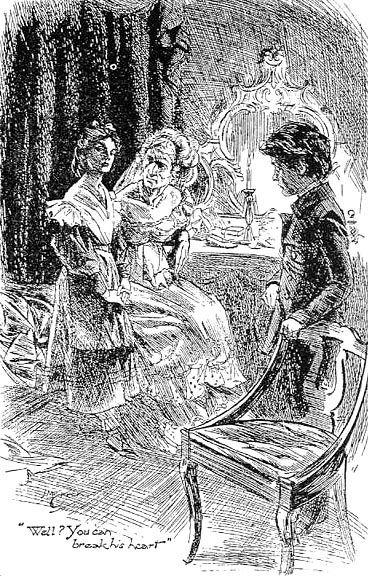
Miss Havisham con Estella e Pip. Illustrazione di H. M. Brock.

Miss Havisham ricompare alla fine del libro quando Estella sta per sposare il rivale di Pip, l'odioso Bentley Drummle, e si rende conto di aver spezzato il cuore di Pip alla stessa maniera in cui anni prima era stato spezzato il suo; invece di essere soddisfatta, capisce di aver causato solamente altro dolore. Miss Havisham supplica Pip di perdonarla.
Dopo che Pip se ne è andato, Miss Havisham prende la lettera del fidanzato che l'aveva tradita e la brucia gettandola nel camino. I tizzoni le ricadono sul vestito che prende fuoco. Pip torna indietro e cerca di salvarla, ma la donna ha ormai subito troppe ustioni e muore poche settimane dopo.

## Ispirazione per il personaggio
Eliza Emily Donnithorne (1827-1886) di Camperdown, Sydney, Australia, venne abbandonata dal fidanzato il giorno delle nozze nel 1846 e passò il resto della vita in una casa oscurata dalle tenebre, lasciando a marcire la torta nuziale sul tavolo, e con la porta di casa sempre aperta nel caso il fidanzato fosse mai tornato (nonostante morì nel 1852). La Donnithorne fu ampiamente ritenuta ai tempi la fonte di ispirazione primaria di Dickens per il personaggio di Miss Havisham, anche se ciò non può essere affermato con precisione.

## Citazioni e riferimenti
- Il personaggio di Miss Havisham è stato ripreso da Jasper Fforde in due delle sue opere: Persi in un buon libro e Il pozzo delle trame perdute, dove il personaggio riveste uno dei ruoli principali.